# Томболо (Падова)
Томболо (итал. Tombolo) је насеље у Италији у округу Падова, региону Венето.
Према процени из 2011. у насељу је живело 7787 становника. Насеље се налази на надморској висини од 40 м.

## Становништво
Према резултатима пописа становништва 2011. у општини је живело 8.227 становника.
| 1931. | 1936. | 1951. | 1961. | 1971. | 1981. | 1991. | 2001. | 2011. |
| ----- | ----- | ----- | ----- | ----- | ----- | ----- | ----- | ----- |
| 4.898 | 4.988 | 5.683 | 5.559 | 5.946 | 6.374 | 6.542 | 6.944 | 8.227 |